# Paul Blair
Paul Blair (* Januar 1942 in Pittsburgh, Pennsylvania; † 6. Dezember 2011 in New York) war ein US-amerikanischer Journalist, Hörfunkmoderator und Verleger.

## Leben
Blair arbeitete zunächst als Englischlehrer als Freiwilliger des Friedenscorps in Malawi, dann für ein Jahrzehnt als freischaffender Journalist in Indonesien, wo er seine Ehefrau Yessy kennenlernte. Sieben Jahre betreute er in Afrika die tägliche Radiosendung der Voice of America. Er schrieb vorwiegend über Musik, Essen und Americana, besonders über Jazz und New York. Regelmäßig erschienen während der 1990er Jahre seine Beiträge im Magazin Jazz Notes, dem vierteljährlich publizierten Journal der amerikanischen Jazz Journalism Association. 2002 gründete er das Unternehmen SwingStreets, das Stadtführungen zu Jazz-Lokalitäten New Yorks anbot. Ab 2003 war er Verleger des Jazzmagazins Hot House. Blair lebte zuletzt in Bay Ridge, Brooklyn.
Paul Blair erlag am 6. Dezember 2011 einen Monat vor seinem 70. Geburtstag den Folgen eines Herzinfarkts.